# Франклін-Спрінгс (Джорджія)
Франклін-Спрінгс (англ. Franklin Springs) — місто (англ. city) в США, в окрузі Франклін штату Джорджія. Населення — 1155 осіб (2020).

## Географія
Франклін-Спрінгс розташований за координатами 34°17′0″ пн. ш. 83°8′46″ зх. д. / 34.28333° пн. ш. 83.14611° зх. д. (34.283361, -83.146091).  За даними Бюро перепису населення США в 2010 році місто мало площу 5,69 км², з яких 5,64 км² — суходіл та 0,05 км² — водойми.

## Демографія
Згідно з переписом 2010 року, у місті мешкали 952 особи в 245 домогосподарствах у складі 166 родин. Густота населення становила 167 осіб/км².  Було 281 помешкання (49/км²).
Расовий склад населення:
| - 84,0 % — білих - 11,4 % — чорних або афроамериканців - 0,8 % — азіатів - 2,0 % — осіб інших рас |

До двох чи більше рас належало 1,7 %. Частка іспаномовних становила 4,8 % від усіх жителів.
За віковим діапазоном населення розподілялося таким чином: 11,7 % — особи молодші 18 років, 72,5 % — особи у віці 18—64 років, 15,8 % — особи у віці 65 років та старші. Медіана віку мешканця становила 23,0 року. На 100 осіб жіночої статі у місті припадало 92,3 чоловіків;  на 100 жінок у віці від 18 років та старших — 89,8 чоловіків також старших 18 років.
Середній дохід на одне домашнє господарство  становив 49 486 доларів США (медіана — 39 000), а середній дохід на одну сім'ю — 71 118 доларів (медіана — 61 667). За межею бідності перебувало 22,0 % осіб, у тому числі 38,8 % дітей у віці до 18 років та 7,2 % осіб у віці 65 років та старших.
Цивільне працевлаштоване населення становило 350 осіб. Основні галузі зайнятості: освіта, охорона здоров'я та соціальна допомога — 52,0 %, роздрібна торгівля — 18,3 %, виробництво — 10,6 %, будівництво — 3,7 %.